# Lapsias cyrboides
Lapsias cyrboides là một loài nhện trong họ Salticidae.
Loài này thuộc chi Lapsias. Lapsias cyrboides được Eugène Simon miêu tả năm 1900.